# 196 a.C.
Il 196 a.C. (CXCVI a.C. in numeri romani) è un anno  del II secolo a.C.

## Eventi
- In occasione dei Giochi Istmici, Tito Quinzio Flaminino concede l'indipendenza ai Greci.
- I Romani occupano l'insediamento dei Liguri da cui sarebbe sorta la città di Novara.
- A Roma viene creato il sacerdozio degli epuloni.
- Il console Marco Claudio Marcello conquista Comum Oppidum.
- 26 marzo: Tolomeo V viene incoronato re d'Egitto, come ricordato nella stele di Rosetta.

## Morti
- Marco Cornelio Cetego, romano
- Marco Giunio Silano, politico e militare romano